# Croodék: Egy új kor
A Croodék: Egy új kor (eredeti cím: The Croods: A New Age) 2020-ban bemutatott amerikai számítógépes animációs kaland-vígjáték, a 2013-as Croodék folytatása. A rendezője Joel Crawford (aki ezzel debütált nagyjátékfilmes rendezőként), forgatókönyvírója  Dan Hageman, Kevin Hageman, Paul Fisher és Bob Logan az eredeti rendezők, Kirk DeMicco és Chris Sanders története alapján. A szinkronszereplők Emma Stone, Nicolas Cage, Ryan Reynolds, Catherine Keener, Clark Duke és Cloris Leachman ismét eljátsszák az első filmben játszott szerepüket, valamint új szerepben, Peter Dinklage, Leslie Mann és Kelly Marie Tran hallható.
A fejlesztés 2014-ben és 2015-ben folytatódott, mígnem 2016 novemberében a DreamWorks Universal általi felvásárlására történt aggályok miatt leállították. Később a COVID-19 világjárvány kitörése miatt a végső animációk nagy részét a stáb otthonából kellett elkészíteni.
Az Amerikai Egyesült Államokban 2020. november 25-én, míg Magyarországon 2021. július 22-én mutatták be a mozikban. A film világszerte 171 millió dollárnyi bevételt hozott a 65 millió dolláros költségvetésével szemben. Többnyire pozitív kritikákat kapott, a kritikusok szerint „elfogadható folytatás”, és dicsérték a színészek teljesítményét. A filmet a legjobb animációs filmnek járó Golden Globe-díjra jelölték.

## Cselekmény
|  | Alább a cselekmény részletei következnek! |

Egy visszatekintésben Guy szüleinek halála látható, amikor ő még gyerek volt. Miközben a szülők egy kátránytóba ragadnak, azt mondják neki, hogy menjen a lenyugvó Nap irányába és találjon egy „holnap” nevű helyet.
Guy hosszú útra indul, találkozik egy kis lajhárral, a fiatal Csimpával, akit magával visz.
A Croodok Guy-jal és háziállataikkal, Testes-sel és Douglas-szal együtt továbbra is keresik azt a helyet, ahol letelepedhetnek, útközben pedig sok veszélyes lényt kell túlélniük. Grugot többször is bosszantja Eep és Guy kibontakozó románca, attól tartva, hogy elszakadnak a törzs többi tagjától. Ez a félelem fokozódik, amikor Guy azt javasolja Eepnek, hogy a Croodok többi tagja nélkül találják meg a saját „holnapjukat”.
Mialatt tűzifagyűjtés közben Grug dühösen elsétál, egy hatalmas falra bukkan, és odavezeti az egész törzset. Hamarosan, miután az ott lévő összes ételt felfalták, egy hálóba kerülnek, ahonnan a föld tulajdonosai, egy Jobbagy nevű házaspár, Phil és Hope szabadítja ki őket, akikről kiderül, hogy Guy szüleinek barátai voltak azok halála és Guy eltűnése előtt. Jobbagyék vendégül látják a Croodokat óriási, emeletes faházukban, ahol Guy régi barátjával, Dawn nevű lányukkal élnek, aki azonnal összebarátkozik Eep-pel. Az élet Jobbagyéknál hamar megalázóvá válik Grug számára, mivel Jobbagyékról hamarosan kiderül, hogy technológiailag fejlettebbek, jobb modorúak és láthatóan leereszkedőek a Croodokkal szemben, mivel úgy gondolják, hogy Guy jobban jár velük, és tervet eszelnek ki, hogy rávegyék Guy-t a Croodok elhagyására.
Phil elviszi Grugot a titkos barlangjába, egy szauna-szerű helyre néhány vízesés mögött, ahol manipulálja őt, hogy elhitesse vele, Guy-nak el kell hagynia a törzsüket, cserébe azért, hogy Eep a Crood-oknál maradjon. Közben Hope feldühíti Uggát azzal, hogy sértegeti a családja életmódját, és megpróbálja manipulálni őt, mint Phil, de nem jár sikerrel, így Ugga és Grug úgy döntenek, hogy elhagyják őket.
Valamikor ezután Eep rájön, hogy Dawn még soha nem volt a falon kívül. Eep meggyőzi Dawnt, hogy Testes, a tigris segítségével átugorjanak a falon, ami azzal végződik, hogy egy méh megcsípi Dawnt és a keze feldagad. Amikor Eep hazaviszi a lányt, Guy, miután megtudja, leszidja Eep-et a vakmerőségéért, majd érzéketlenül barlangi lánynak nevezi. A vacsoránál a szülők, valamint Guy és Eep között nő a feszültség, különösen, amikor Dawn duzzanata kiderül, ami abban csúcsosodik ki, hogy Grug véletlenül felfedi az ő és Phil alkuját.
Miután elegük lett, Croodék úgy döntenek, hogy reggel elmennek, de Guy úgy dönt, hogy marad, miután összeveszik Eep-pel. Hamarosan a földet megtámadják a „Pofon Majmok” (majom-méretű, de emberhez hasonló erővel rendelkező) majmok, mert Grug és Ugga megeszi azt a csomó banánt, amit Jobbagyék a földjük körül gyűjtenek, és amit eddig a „Pofon Majmok”-nak adtak. Phil elárulja, hogy minden nap elküldi a majmoknak a banánokat, hogy azok békén hagyják Jobbagyékat, és mivel Grug és Ugga megette az összes banánt, a majmok feldühödnek, elrabolják Grugot, Philt és Guyt és elviszik őket.
Ahogy a férfiakat elviszik, a megmaradt Croodok és Jobbagyok elindulnak, hogy megmentsék a férfiakat, de végül farkaspókokkal, azok tulajdonságaival rendelkező farkasokkal teli szigeten ragadnak.
Az együtt töltött idő alatt Hope bekattan, a Croodokra támad, majd elszökik. A farkaspókokkal való találkozás során azonban megtanulja, hogy hibázott, és elfogadja a Croodokat. Amikor megtudják a férfiak tartózkodási helyét, elnevezik magukat „Villám Nővérek”-nek egy női klán után, amelybe valamikor Nyany is tartozott, amikor még fiatal volt.
A Pofon Majmok otthonában Grug, Guy és Phil hamarosan rájönnek, hogy Phil egy folyó elterelésével (az öntözés érdekében) megfosztotta a Pofon Majmokat a vízkészletüktől, és hogy a Pofon Majmoknak nem csak evés miatt szükséges a banán, hanem egy nagy főemlős szörnynek adják oda, a Tüskés Mandrillnak, hogy lecsillapítsák.
A Pofon Majmok gladiátor módjára harcoltatják Grugot és Philt, hogy kiderüljön, ki lesz az áldozat, és amikor kifárasztják egymást, keserű érzéseiket cserélik ki egymással, ami miatt Guy megbánja, amit az ő és Eep összezördülése során mondott.
Hamarosan a Pofon Majmok mindhárom férfit banánnak öltöztetik, hogy feláldozzák az óriás Tüskés Mandrillnak.
Grug és Phil bocsánatot kérnek a rossz viselkedésükért, és azért, hogy nyomást gyakoroltak Guy-ra, de amikor éppen felfalnák őket, megjelennek a Villám Nővérek, hogy megmentsék őket. Egy hosszú és veszélyes csata végén Guy és Eep egy óriási koponya-alakú kandeláberen kötnek ki. Kibékülnek, és a Tüskés Mandrill legyőzésére használják, hogy tüzet gyújtva elvágják a köteleket, és a koponya a Tüskés Mandrillt a szakadékba sodorja. A Tüskés Mandrill visszamászik a mélységből és megragadja Eepet a „mogyoróujjánál”, amit protézisnek használ. Ezután a szörny a halálba zuhan, és ez lehetővé teszi a családok számára a menekülést.
Miután a nézeteltéréseik végre rendeződnek, Jobbagyék megengedik, hogy a Croodok szomszédaikként éljenek a földjükön. Guy ezután rájön, hogy Eep az ő „holnapja”, és Eep-pel hamarosan együtt költöznek Jobbagyék egyik hálószobájába, amit Grug jóváhagy, és a Pofon Majmok is a közelben lakhatnak.
|  | Itt a vége a cselekmény részletezésének! |

## Szereplők
| Szereplő     | Eredeti hang                          | Magyar hang                         | Leírás                                                                                                   |
| ------------ | ------------------------------------- | ----------------------------------- | --- |
| Eep Crood    | Emma Stone                            | Bata Éva                            | Barlangi lány, Grug legidősebb lánya és Guy barátnője.                                                   |
| Grug Crood   | Nicolas Cage                          | Schnell Ádám                        | Ősember, Croodék pátriárkája.                                                                            |
| Guy          | Ryan Reynolds Gabriel Jack (fiatalon) | Szatory Dávid Gáll Dávid (fiatalon) | Modern gondolkodásmóddal rendelkező barlanglakó fiú, aki Croodékkal él, Eep barátja.                     |
| Phil Jobbagy | Peter Dinklage                        | Király Attila                       | A Jobbagy család pátriárkája, akinek közös múltja van Guy szüleivel.                                     |
| Hope Jobbagy | Leslie Mann                           | Németh Borbála                      | A Jobbagy családban Phil felesége.                                                                       |
| Dawn Jobbagy | Kelly Marie Tran                      | Rudolf Szonja                       | Phil és Hope lánya és egyetlen gyermeke, aki összebarátkozik Eeppel, Guy régi barátja.                   |
| Ugga Crood   | Catherine Keener                      | Kerekes Viktória                    | Ősember, Grug felesége, Epp, Thunk és Sandy édesanyja.                                                   |
| Thunk Crood  | Clark Duke                            | Elek Ferenc                         | Barlanglakó fiú, Grug és Ugga együgyű fia, Eep és Sandy testvére.                                        |
| Nyany        | Cloris Leachman                       | Pásztor Erzsi                       | Öreg barlanglakó asszony, Ugga anyja, valamint Eep, Thunk és Sandy nagymamája.                           |
| Sandy Crood  | Kailey Crawford                       | Mayer Maya                          | Barlangi lány, Grug és Ugga 5 éves lánya. Az ő hangját korábban Randy Thom kölcsönözte az előző filmben. |
| Csimpa       | Chris Sanders                         | saját hangjukon                     | Guy lusta háziállata, egy övként funkcionáló lajhár.                                                     |
| Derék Öv     | James Ryan                            | saját hangjukon                     | Dawn háziállata, egy övként funkcionáló lajhár, aki szerelmes lesz Csimpába.                             |
| Guy anyja    | Melissa Disney                        | Bognár Anna                         | Guy meg nem nevezett szülei, akik a kátránytóban haltak meg.                                             |
| Guy apja     | Joel Crawford                         | Welker Gábor                        | Guy meg nem nevezett szülei, akik a kátránytóban haltak meg.                                             |

## Háttér

### Fejlesztés
2013 áprilisában a DreamWorks Animation bejelentette a Croodék című animációs film folytatását, amelyben Chris Sanders és Kirk DeMicco visszatérnek rendezőként és íróként. DeMicco szerint a folytatás Uggára és az anyaságra fog összpontosítani, így „ez lesz a történet első fejezete”, kibővítve az első filmet, amely „az ősemberek utolsó fejezetéről” szól.
2014. június 12-én bejelentették, hogy a folytatás 2017. november 3-án jelenik meg. 2014. augusztus 21-én a filmet 2017. december 22-re halasztották. 2016. augusztus 9-én, a Comcast közeledtével a DreamWorks Animation várható felvásárlása miatt a 20th Century Studios törölte a filmet a bemutatótervből. A filmet ehelyett a Universal Pictures fogja kiadni valamikor 2018-ban. 2016. augusztus 23-án jelentették, hogy Kevin és Dan Hagemant szerződtették a forgatókönyv újraírására.
2016. november 11-én a DreamWorks bejelentette, hogy a folytatás gyártását leállították. A hírek szerint már a DreamWorks az Universal általi felvásárlása előtt is kétségek merültek fel a projekt folytatásával kapcsolatban, és a DreamWorks döntése volt a film törlése. 2017 szeptemberében azonban a DreamWorks és a Universal nyilvánosságra hozta, hogy a filmet újra gyártják, és 2020. szeptember 18-ra tervezik a bemutatót. Az is kiderült, hogy DeMicco és Sanders nem tér vissza. 2017 októberében jelentették, hogy Joel Crawford váltja őket, mint rendező, Mark Swift pedig az első film mindkét producerét, Jane Hartwellt és Kristine Belsont váltja. A film forgatását a COVID-19 világjárvány idején távmunkára helyezték át.

### Szereplőválogatás
2013 szeptemberében megerősítették, hogy Nicolas Cage, Emma Stone és Ryan Reynolds az első filmből ismert Grug, Eep és Guy szereplők hangját adják a folytatásban. 2015. május 21-én Leslie Mann és Kat Dennings csatlakozott a szinkronszereplőkhöz. Mann egy rivális család előkelő édesanyjának, Hope Bettermannek kölcsönözte a hangját, míg Dennings a lányának, Dawn hangját adta volna. Arról is beszámoltak, hogy Catherine Keener és Clark Duke megismétlik Ugga és Thunk szerepét. 2017 szeptemberében megerősítették, hogy az eredeti színészek újra megismétlik szerepüket. 2018 októberében Peter Dinklage kapta meg a filmben Phil Betterman karakterének hangját. 2019 októberében a DreamWorks nyilvánosságra hozta, hogy Kelly Marie Tran lépett Dennings helyébe, mint Dawn.

### Zene
2020 szeptemberében bejelentették, hogy Mark Mothersbaugh komponálta a folytatás zenéjét. A 2013-as eredeti film zenéjét Alan Silvestri szerezte.

## Megjelenés

### Mozibemutató
A film 2020. november 25-én került az Amerikai Egyesült Államok mozijaiba a Universal Pictures forgalmazásában, majd december 18-án Video on Demand platformon keresztül is megjelent. Korábban a tervek szerint 2017. november 3-án, 2017. december 22-én, 2020. szeptember 18-án és 2020. december 23-án jelent volna meg. A stúdió mintegy 26,5 millió dollárt költött a film népszerűsítésére. Az Egyesült Királyságban a filmet 2021. július 16-án mutatták be.

### Médiakiadás
A filmet a Universal Pictures Home Entertainment 2021. február 23-án adta ki digitális HD-n, valamint DVD-n, Blu-rayen, Blu-ray 3D-n és 4K Ultra HD-n. A kiadványok között két új rövidfilm is szerepel, a díjnyertes To: Gerard, törölt jelenetei, audiokommentár és még sok más. A Universal Sony Pictures Home Entertainment Ausztráliában is megjelentette egy 2 filmes pakkban, a 2013-as filmmel együtt.

## Fordítás
Ez a szócikk részben vagy egészben  a   The Croods: A New Age című angol Wikipédia-szócikk fordításán alapul.  Az eredeti cikk szerkesztőit annak laptörténete sorolja fel. Ez a jelzés csupán a megfogalmazás eredetét és a szerzői jogokat jelzi, nem szolgál a cikkben szereplő információk forrásmegjelöléseként.